# 21世紀公園都市博覧会
21世紀公園都市博覧会（21せいきこうえんとしはくらんかい）は、兵庫県三田市に開発された神戸三田国際公園都市を会場として、1988年（昭和63年）4月17日から8月31日まで開催された地方博覧会。「21世紀・公園都市博覧会」と表記する場合もある。愛称は「ホロンピア'88（ホロンピアえいてぃーえいと、ホロンピアはいじゅうはち）」。

## 概要
「新しい田園文化都市への出発」をテーマに、1988年（昭和63年）4月17日から同年11月6日まで、兵庫県三田市・氷上郡・多紀郡・美嚢郡の1市11町で開催された「北摂・丹波の祭典」のなかで実施された3つの博覧会のうちの1つである。愛称の「ホロンピア’88」は「北摂・丹波の祭典」全体に付与されたもので、本博覧会のみを指す場合には用いない。

### 実施概要
- メインテーマ：新しい田園文化都市への出発
- 博覧会テーマ：活気と自由あふれる交流都市
- 会場：兵庫県三田市弥生が丘（神戸三田国際公園都市〈北摂三田ニュータウン〉フラワータウン）
- 開催期間：1988年（昭和63年）4月17日（日）〜8月31日（水）
- 入場者数：1,066,388人
- 主催：財団法人21世紀ひょうご創造協会
- シンボルマーク：田園文化都市づくりの発展と豊かな環境をシンボライズしたもの。
- マスコットマーク：ホロンちゃん
- テーマ曲：高橋伸明「バラ色の道」（作詞：阿久悠）
- 役員：石野信一ほか40名

### プレイベント・広報

#### テレビCM
開幕1年前を切った段階から民放各社でテレビCMの放映を開始した。開幕前だけで385本を放映し、会期中は1,367本を民放テレビ各社で集中的に放映した。

#### 特別番組
開幕前から会期中にかけて以下の特別番組が放送された。
- NHK「くらしのチャンネル・ホロンピアコーナー」（週1回）
- サンテレビ「手をつないで行こうバラ色の道」（週1回）
- ラジオ関西「ホロンピア情報」（毎日）
- ラジオ関西「北摂・丹波路 気分はふるさと」（週1回）
- ラジオ関西「ホロンピア・ナウ」（毎週日曜日）

#### 交通機関へのヘッドマーク・ステッカー
- JR西日本 - JR神戸線・JR京都線・大阪環状線などの通勤列車に特製ヘッドマークを掲出したほか、車体に258枚のステッカーを貼付した[2]。また会期中は駅券売機で発券される乗車券に「ホロンピア’88開催中」と印字された。
- 神姫バス - バス車体に600枚の大型ボディーシールを掲出した[2]。

#### 記念列車サロンカーなにわ「ホロンピア号」
開幕200日前を記念してJR西日本のジョイフルトレイン「サロンカーなにわ」による「ホロンピア号」が東海道本線や福知山線で運転された。

### 皇室・賓客
皇室の来訪および主な賓客は以下の通りである。
- 皇太子妃美智子（現・上皇后）
- 常陸宮正仁親王
- 正仁親王妃華子
- 奥村輝之（太陽神戸銀行（現：三井住友銀行）会長）
- 中田大三（神戸電鉄・北神急行電鉄社長）
- 森井清二（関西電力社長）
- 竹中錬一（竹中工務店会長）　ほか1,239名

## 沿革
- 1986年（昭和61年）3月31日 - 21世紀ひょうご創造協会第48回理事会で開催を決定する[2]。
- 1987年（昭和62年）4月9日 - 起工式[2]。
- 1988年（昭和63年）
  - 4月17日 - 開場式[2]。常陸宮正仁親王・同妃華子が来訪[2]。
  - 5月1日 - 10万人突破[2]。
  - 7月8日 - 50万人突破[2]。
  - 7月18日 - 皇太子妃美智子が来訪[2]。
  - 8月1日 - この日より開場時間を2時間延長[2]。
  - 8月21日 - 88万人突破[2]。1日46,804人来場で過去最多[2]。
  - 8月28日 - 100万人突破[2]。
  - 8月31日 - 閉場式[2]。

## パビリオン
展示パビリオンを出展したのは以下の12社1庁1法人（計14団体）である。企業では国内トップクラスの著名企業11社と、地元で手堅い展開をみせる神戸電鉄グループが参加した。
- 神戸電鉄（神戸電鉄系の北神急行電鉄も展示参加）
- 科学技術庁
- JR西日本
- 川崎重工業
- HSST（日本航空主体のリニアモーターカー研究企業）
- JR総研

- 日本電気
- 日本アイ・ビー・エム
- 日本電信電話
- 富士通
- 三菱電機
- 大阪ガス
- 関西電力
- 住宅・都市整備公団

## 入場料金
入場料金は1987年（昭和62年）3月に以下のように決定した。
| 区分       | 大人    | シルバー | 高校生  | 小中生  | 幼児  |
| ---------- | ------- | -------- | ------- | ------- | ----- |
| 普通入場券 | 2,000円 | 1,500円  | 1,200円 | 1,000円 | 400円 |
| 団体入場券 | 1,700円 | 1,300円  | 1,000円 | 800円   | 300円 |
| 障がい者等 | 1,000円 | 1,000円  | 600円   | 500円   | 200円 |

このほか、8月には17時以降にのみ入場できる「イブニング割引入場券」が発売されたほか、学校団体用の小中学校向け割引券も用意されていた。
入場券は開幕1年前の1987年（昭和62年）4月16日より発売され、全国49社の旅行会社・大型スーパーで入場券の取り扱いがあった。

### 入場券付き割引乗車券
指定駅から三田駅までの往復乗車券と博覧会入場券がセットとなった「入場券付き割引乗車券」が、神鉄観光各営業所・神鉄プレイガイド・神戸電鉄から発売されていた。